# احمدآباد خزائی
احمدآباد خزائی یکی از روستاهای استان خراسان رضوی است که در دهستان پائین رخ بخش جلگه‌رخ شهرستان تربت حیدریه واقع شده‌است.

## جمعیت
بر اساس سرشماری سال 1395 جمعیت این روستا 1560 نفر (352 خانوار) 
بوده است.